# Kenneth Grange
Kenneth Henry Grange (Londres, Inglaterra, 17 de julio de 1929-21 de julio de 2024) fue un diseñador industrial británico, autor del diseño de una amplia gama de objetos familiares y cotidianos especialmente en el Reino Unido.

## Carrera
La carrera de Grange comenzó como asistente de dibujo con el arquitecto Jack Howe en la década de 1950. Empezó a trabajar de forma independiente de manera bastante accidental, con encargos para instalaciones de exhibición. Pero a principios de la década de 1970 se convirtió en socio fundador de Pentagram, una consultoría de diseño interdisciplinario.
Su trayectoria profesional ha abarcado más de medio siglo, y muchos de sus diseños se convirtieron, y siguen siendo, artículos familiares en los hogares y en las calles del Reino Unido. Estos diseños incluyen los primeros parquímetros del Reino Unido para Venner, teteras y batidoras para Kenwood, maquinillas de afeitar para Wilkinson Sword, cámaras para Kodak, máquinas de escribir para Imperial, planchas para Morphy Richards, encendedores para Ronson, lavadoras para Bendix, bolígrafos para Parker, marquesinas para las paradas de autobús, computadoras para Reuters y los buzones regionales de Royal Mail.
También fue responsable de la aerodinámica, el diseño interior y el estilo exterior del morro del tren de alta velocidad de British Rail (conocido como InterCity 125) y participó en el diseño de la versión LTI LTI TX1 de 1997 del famoso taxi londinense. Así mismo, ha realizado numerosos encargos para empresas japonesas.
Una cualidad de gran parte del trabajo de diseño de Grange es que no se basa solo en el estilo de un producto. Sus conceptos de diseño surgen de una revaluación fundamental del propósito, la función y el uso del producto. También ha dicho que su actitud a la hora de diseñar cualquier producto es que quiere que sea "un placer usarlo". Grange fue un pionero del diseño centrado en el usuario, con el objetivo de eliminar lo que percibe como las "contradicciones" inherentes a los productos que no logran encarnar la facilidad de uso.

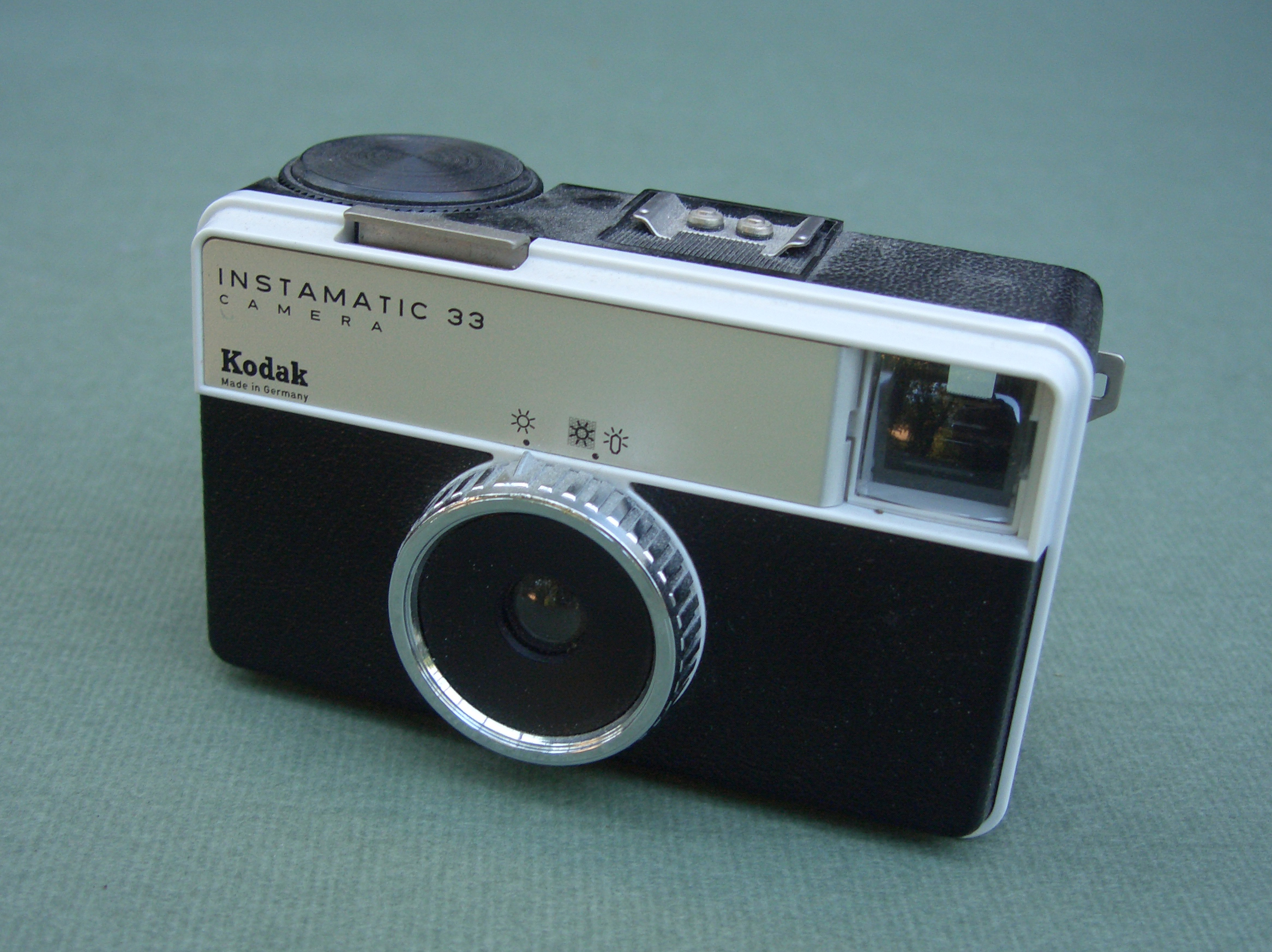
Cámara Kodak Instamatic, un diseño de Kenneth Grange (hacia 1963)

Desde que se retiró de Pentagram en 1997, Grange continúa trabajando de forma independiente. Entre sus realizaciones más recientes figuran manijas de puertas para Ortografía de Oxford Ltd., lámparas de escritorio y de suelo para Anglepoise, y una silla para ancianos de la marca Hitch Mylius.
La primera cabeza motriz del tren de alta velocidad HST producida en serie, la unidad 43 002, fue repintada por el Great Western Railway con la librea original del Inter-City de British Rail, recibiendo el nombre de Grange en su honor el 2 de mayo de 2016 en las cocheras de St Philip's Marsh del GWR en Bristol, con ocasión del 40 aniversario de los primeros servicios de pasajeros del Intercity 125. Grange visitó el Museo Nacional del Ferrocarril de York en octubre de 2016 y 'firmó' la unidad 43 185 con un aerosol de pintura.
Es el presidente honorario del Grupo 125, que está restaurando el prototipo original de la Clase 43 (HST) y tiene como objetivo preservar las unidades operativas de los vehículos HST de producción en serie posteriores cuando finalmente se den de baja. Después de retirarse del servicio en el GWR, la unidad 43002 se unió a la Colección Nacional en septiembre de 2019 pasó a exhibirse en el Museo Locomotion de Shildon.

## Reconocimientos
Grange fue nombrado caballero en reconocimiento a sus diseños en la Ceremonia de Honores de Año Nuevo de 2013. Los diseños de Grange han recibido diez premios del Consejo de Diseño, el premio Duque de Edimburgo de Diseño Elegante en 1966, y en 2001 recibió el Premio para Diseñadores Príncipe Philip, un reconocimiento a los logros de toda una vida. Ha ganado la Medalla de Oro de la Chartered Society of Designers y es miembro de la facultad de élite de Diseñadores Industriales de la Royal Society of Arts. Ha recibido doctorados honorarios del Royal College of Art, de la Universidad de De Montfort, de la Universidad de Plymouth, de la Universidad Heriot-Watt, y de The Open University.
El Design Museum realizó una importante exposición retrospectiva del trabajo de Grange, de julio a octubre de 2011. El RSA tiene una grabación de audio de Grange en una discusión sobre su trabajo.

## En los medios
En abril de 2022, Grange apareció en la serie de la cadena BBC Two Secretos del museo.